# Mountain Ash East
Mountain Ash East är en community i Rhondda Cynon Taf i Wales. Den bildades 1 december 2016 genom att Mountain Ash community delades upp på Mountain Ash East och Mountain Ash West.